# Saaz
Il Saaz è un tipo di luppolo proveniente dalla Repubblica Ceca, in particolare dalla regione della Boemia, presso la città di Žatec (in tedesco Saaz).

## Caratteristiche
Questo tipo di luppolo viene utilizzato principalmente come fonte di aroma, dato che la sua percentuale di alfa acidi (potere amaricante) si aggira al massimo al 2-5%, per cui è poco conveniente utilizzarlo come luppolo da amaro in quanto sarebbe necessario impiegarne una gran quantità. Viene utilizzato soprattutto nelle birre in stile pilsner, dove assieme al malto pilsner costituisce la base delle ricette delle birre di questo tipo.

## Commercio
Questo tipo di luppolo viene commercializzato in tre diversi formati:
- Coni, ovvero le infiorescenze femminili seccate;
- Plugs, cioè delle pastiglie di luppolo compresso del peso di 14 g ciascuna, questo tipo di formato è considerato molto comodo per via della semplicità di dosaggio, specialmente nell'ambito hobbistico e amatoriale;
- Pellets, ottenuti dalla polverizzazione e compressione del luppolo, risultano molto comodi soprattutto in ambiente industriale, dato che risulta molto compatto ed occupa poco spazio, inoltre questo formato ha una resa del 10% superiore agli altri formati.